# Bérangère Abba

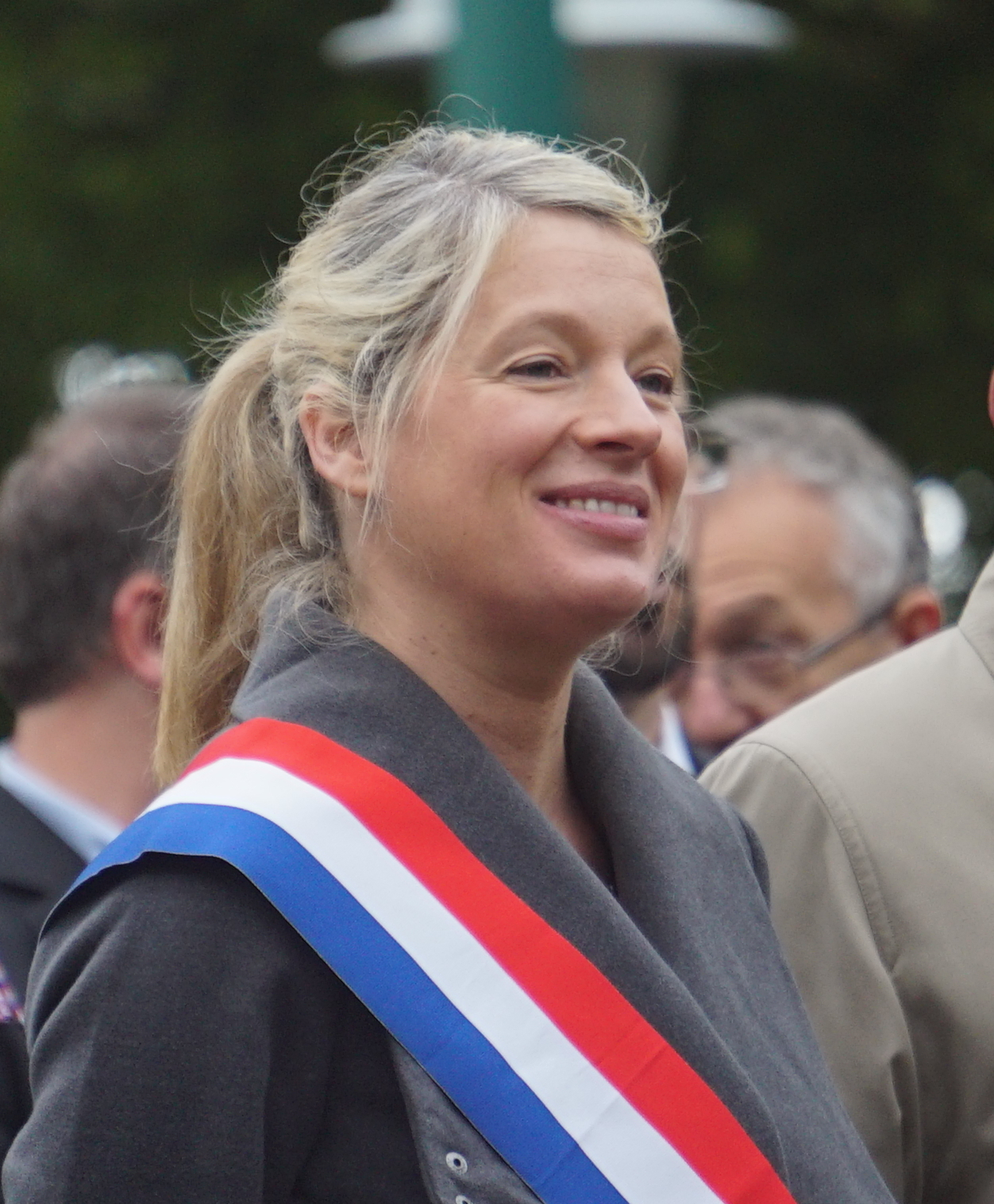
Bérangère Abba (2017)

Bérangère Abba (* 22. Oktober 1976 in Chaumont, Département Haute-Marne) ist eine französische Politikerin. Von 2017 bis 2020 war sie für La République en Marche Abgeordnete der Nationalversammlung. Von Juli 2020 bis Mai 2022 war sie  Staatssekretärin für Biodiversität.

## Leben
Nach dem Baccalauréat in ihrer Heimatstadt Chaumont arbeitete Bérangère Abba mehrere
Jahre in verschiedenen Funktionen in der freien Kulturszene, unter anderem als Bandmanagerin. Diese Berufserfahrung wurde in einer Validation des acquis professionnels an der Universität Aix-Marseille anerkannt und sie erwarb einen Abschluss im Kulturmanagement. Daraufhin arbeitete sie als Kulturbeauftragte verschiedener französischer Kommunen.
2014 kehrte sie nach Chaumont zurück und übernahm die Geschäftsführung in der Unterwäsche-Boutique ihrer Eltern. Sie ist verheiratet und hat vier Kinder.

## Politik
Als unabhängige Kandidatin auf der Liste des rechten Lagers (divers droite) wurde sie 2014 zur Stadträtin gewählt. Bei einer Kandidatur bei der Regionalwahl im Kanton Chaumont-2 schied sie 2015 mit 10,6 % der Stimmen im ersten Wahlgang aus. Bei der Parlamentswahl 2017 wurde sie dann mit knapp 32 % der Stimmen auf der Liste von en Marche in die französische Nationalversammlung gewählt. Dort wurde sie Mitglied des Ausschusses für Nachhaltigkeit und Raumordnung.
Nach der Ernennung von Barbara Pompili zur Ministerin für ökologischen Wandel wurde Abba im Juli 2020 zu ihrer Nachfolgerin als Staatssekretärin für Biodiversität berufen.